# Premio Letterario Islandese
Il Premio Letterario Islandese (Íslensku bókmenntaverðlaunin) è un riconoscimento attribuito annualmente al migliore autore islandese.
Istituito nel 1989 in occasione del centenario dell'Associazione degli editori di libri islandesi, viene consegnato dal presidente islandese in carica.
Suddiviso in tre categorie: fiction, non fiction e letteratura per l'infanzia, riconosce ad ogni vincitore una somma corrispondente a circa 8000 euro.

## Albo d'oro[6]
| Anno | Vincitore e Opera categoria narrativa/poesia                                                 | Vincitore e Opera categoria saggio                                                                          | Vincitore e Opera categoria ragazzi                                  |
| ---- | -------------------------------------------------------------------------------------------- | --- | -------------------------------------------------------------------- |
| 1989 | Stefán Hörður Grímsson Yfir heiðan morgun: ljóð '87-'89                                      | |                                                                      |
| 1990 | Fríða Á. Sigurðardóttir Meðan nóttin líður                                                   | Hörður Ágústsson Skálholt: kirkjur                                                                          |                                                                      |
| 1991 | Guðbergur Bergsson Il cigno (Svanurinn)                                                      | Guðjón Friðriksson Bærinn vaknar 1870-1940                                                                  |                                                                      |
| 1992 | Þorsteinn frá Hamri Sæfarinn sofandi                                                         | Vésteinn Ólason, Sverrir Tómasson e Guðrún Nordal Bókmenntasaga I                                           |                                                                      |
| 1993 | Hannes Pétursson Eldhylur                                                                    | Jón G. Friðjónsson Mergur málsins : íslensk orðatiltæki: uppruni, saga og notkun                            |                                                                      |
| 1994 | Vigdís Grímsdóttir Grandavegur 7                                                             | Silja Aðalsteinsdóttir Skáldið sem sólin kyssti : ævisaga Guðmundar Böðvarssonar                            |                                                                      |
| 1995 | Steinunn Sigurðardóttir Hjartastaður                                                         | Þór Whitehead Milli vonar og ótta                                                                           |                                                                      |
| 1996 | Böðvar Guðmundsson Lífsins tré                                                               | Þorsteinn Gylfason Að hugsa á íslensku                                                                      |                                                                      |
| 1997 | Guðbergur Bergsson Faðir og móðir og dulmagn bernskunnar: skáldævisaga                       | Guðjón Friðriksson Einar Benediktsson                                                                       |                                                                      |
| 1998 | Thor Vilhjálmsson Cantilena mattutina nell'erba (Morgunþula í stráum)                        | Hörður Ágústsson Íslensk byggingararfleifð I: ágrip af húsagerðarsögu 1750-1940                             |                                                                      |
| 1999 | Andri Snær Magnason Il pianeta blu (Sagan af bláa hnettinum)                                 | Páll Valsson Jónas Hallgrímsson                                                                             |                                                                      |
| 2000 | Gyrðir Elíasson Gula húsið                                                                   | Guðmundur Páll Ólafsson Hálendið í náttúru Íslands                                                          |                                                                      |
| 2001 | Hallgrímur Helgason Il più grande scrittore d'Islanda (Höfundur Íslands)                     | Sigríður Dúna Kristmundsdóttir Björg                                                                        |                                                                      |
| 2002 | Ingibjörg Haraldsdóttir Hvar sem ég verð                                                     | Páll Hersteinsson e Pétur M. Jónasson Þingvallavatn                                                         |                                                                      |
| 2003 | Ólafur Gunnarsson Öxin og jörðin                                                             | Guðjón Friðriksson Jón Sigurðsson, ævisaga II                                                               |                                                                      |
| 2004 | Auður Jónsdóttir Fólkið í kjallaranum                                                        | Halldór Guðmundsson Halldór Laxness                                                                         |                                                                      |
| 2005 | Jón Kalman Stefánsson Luce d'estate: ed è subito notte (Sumarljós og svo kemur nóttin)       | Kristín B. Guðnadóttir, Gylfi Gíslason, Arthur Danto, Matthías Johannessen e Silja Aðalsteinsdóttir Kjarval |                                                                      |
| 2006 | Ólafur Jóhann Ólafsson Aldingarðurinn                                                        | Andri Snær Magnason Draumalandið                                                                            |                                                                      |
| 2007 | Sigurður Pálsson Minnisbók                                                                   | Þorsteinn Þorsteinsson Ljóðhús. Þættir um skáldskap Sigfúsar Daðasonar                                      |                                                                      |
| 2008 | Einar Kárason Ofsi                                                                           | Þorvaldur Kristinsson Lárus Pálsson leikari                                                                 |                                                                      |
| 2009 | Guðmundur Óskarsson Bankster                                                                 | Helgi Björnsson Jöklar á Íslandi                                                                            |                                                                      |
| 2010 | Gerður Kristný Blódhófnir                                                                    | Helgi Hallgrímsson Íslenskir sveppir og sveppafræði                                                         |                                                                      |
| 2011 | Guðrún Eva Mínervudóttir Tutto si risveglia con un bacio (Allt með kossi vekur)              | Páll Björnsson Jón forseti allur? Táknmyndir þjóðhetju frá andláti til samtíðar                             |                                                                      |
| 2012 | Eiríkur Örn Norðdahl Illska                                                                  | Gunnar F. Guðmundsson Pater Jón Sveinsson - Nonni                                                           |                                                                      |
| 2013 | Sjón Mánasteinn: il ragazzo che non è mai stato (Mánasteinn - drengurinn sem aldrei var til) | Guðbjörg Kristjánsdóttir Íslenska teiknibókin                                                               | Andri Snær Magnason Lo scrigno del tempo (Tímakistan)                |
| 2014 | Ófeigur Sigurðsson Öræfi                                                                     | Snorri Baldursson Lífríki Íslands: vistkerfi lands og sjávar                                                | Bryndís Björgvinsdóttir Hafnfirðingabrandarinn                       |
| 2015 | Einar Már Guðmundsson Hundadagar                                                             | Gunnar Þór Bjarnason Þegar siðmenningin fór fjandans til - Íslendingar og stríðið mikla 1914-1918           | Gunnar Helgason Mamma klikk!                                         |
| 2016 | Auður Ava Ólafsdóttir Hotel Silence (Ör)                                                     | Unnur Jökulsdóttir Andlit norðursins                                                                        | Hildur Knútsdóttir Vetrarhörkur                                      |
| 2017 | Kristín Eiríksdóttir Elín, ýmislegt                                                          | Unnur Jökulsdóttir Undur Mývatns: um fugla, flugur, fiska og fólk                                           | Áslaug Jónsdóttir, Rakel Hemsdal e Kalle Güettler Skrímsli í vanda   |
| 2018 | Hallgrímur Helgason Sextíu kíló af sólskini                                                  | Hörður Kristinsson, Þóra Ellen Þórhallsdóttir e Jón Baldur Hlíðberg Flóra Íslands -Blómplöntur og byrkingar | Sigrún Eldjárn Silfurlykillinn                                       |
| 2019 | Sölvi Björn Sigurðsson Selta – Apókrýfa úr ævi landlæknis                                    | Jón Viðar Jónsson Stjörnur og stórveldi á leiksviðum Reykjavíkur 1925-1965                                  | Bergrún Íris Sævarsdóttir Langelstur að eilífu                       |
| 2020 | Elísabet Jökulsdóttir Aprílsólarkuldi                                                        | Sumarliði R. Ísleifsson Í fjarska norðursins: Ísland og Grænland – viðhorfasaga í þúsund ár                 | Arndís Þórarinsdótir e Hulda Sigrún Bjarnadóttir Blokkin á heimsenda |